# Fabianne Therese
Fabianne Therese (Kansas City, Misuri, 20 de agosto de 1988) es una actriz estadounidense, reconocida por actuar en varias películas independientes de las que destacan Teenage Cocktail (2016) de John Carchietta, John Dies at the End (2012) de David Wong, The Aggression Scale (2012) de Steven C. Miller, A Glimpse Inside the Mind of Charles Swan III (2013) junto a Charlie Sheen y la serie de AMC The Trivial Pursuits of Arthur Banks (2011) junto a Adam Goldberg.

## Filmografía

### Cine
| Año  | Título                                        | Rol             | Notas |
| ---- | --------------------------------------------- | --------------- | ----- |
| 2011 | The Trivial Pursuits of Arthur Banks          | Chloe           |       |
| 2012 | The Aggression Scale                          | Lauren          |       |
| 2012 | John Dies at the End                          | Amy             |       |
| 2012 | A Glimpse Inside the Mind of Charles Swan III | Allie           |       |
| 2013 | Turn into Earth                               | Fredrica/Fred   |       |
| 2013 | Playing It Cool                               | Niña de colegio |       |
| 2013 | Blue Lips                                     | Claire          |       |
| 2014 | Starry Eyes                                   | Erin            |       |
| 2015 | Southbound                                    | Sadie           |       |
| 2016 | Teenage Cocktail                              | Jules Rae       |       |